# Brombrenztraubensäure
Brombrenztraubensäure (auch: 3-Brompyruvat oder engl. 3-Bromopyruvate; kurz: 3-BP) ist eine organische chemische Verbindung aus der Gruppe der Derivate der Brenztraubensäure. 3-Bromopyruvat ist eine englischsprachige Substanzbezeichnung, die häufig in der deutschen Allgemeinsprache übernommen wird, aber fachsprachlich nicht korrekt ist.
Die Salze und Ester der Brombrenztraubensäure werden als 3-Brompyruvate bezeichnet.

## Gewinnung und Darstellung
Brombrenztraubensäure kann durch Bromierung von Brenztraubensäure unter Verwendung von Brom in Gegenwart von Schwefelsäure gewonnen werden.

## Eigenschaften
Brombrenztraubensäure ist ein weißer Feststoff, der löslich in Wasser ist.

## Potenzielle Anwendungen
Brombrenztraubensäure gilt als ein Affinitätsmarker für Cysteinreste. Es ist auch bei der Synthese von Imidazo[1,2-a]pyridin-2-carbonsäuren und substituierten Pyronen beteiligt.
Chemisch gesehen ist Brombrenztraubensäure ein Alkylans. Der postulierte onkologische Wirkmechanismus geht allerdings über die Glykolyse (Inhibierung des Enzyms Glycerinaldehyd-3-phosphat-Dehydrogenase und des Enzyms Hexokinase II) und die Mitochondrien. Die Verbindung wird als potenzielles Zytostatikum, beispielsweise gegen Bronchialkarzinome, diskutiert.
In einer Tierstudie konnte 2004 in 19 Ratten eine vollständige Rückbildung von Xenografts aus hepatozellulären Karzinomzellen beobachtet werden, was eine Verwendung für weitere klinische Studien interessant erscheinen ließ. Die Verbindung ist in Deutschland nicht als Krebsmedikament zugelassen und noch nicht hinreichend erforscht. Bei ClinicalTrials.gov sind keine klinischen Studien an Patienten mit Brombrenztraubensäure registriert.
Im Tierversuch konnten die erheblichen Nebenwirkungen, wie beispielsweise Lebernekrosen, durch eine intraarterielle Infusion deutlich reduziert werden. Das US-amerikanische Unternehmen PreScience Labs hat für intraarteriell verabreichte Brombrenztraubensäure (Firmenbezeichnung: PSL-001) seit 2014 den Orphan-Drug-Status für die Behandlung von seltenen Formen des Pankreaskarzinoms (rare carcinoma of pancreas). Das Unternehmen gibt auf seiner Website an, dass die FDA die Patientenrekrutierung für eine Phase-I-Studie im Januar 2013 genehmigt hat, die das Unternehmen im Jahr 2015 beginnen wollte. Weiter führt das Unternehmen auf seiner Internetpräsenz aus, dass PSL-001 von 2010 bis 2012 bei Patienten im Rahmen von Compassionate Use zur Anwendung kam.
PreScience Labs ist exklusiver Lizenznehmer von Brombrenztraubensäure-Patenten der Johns Hopkins University. Entgegen der Ankündigung des Unternehmens wurde die Phase-I-Studie bisher noch nicht begonnen (Stand: August 2016).

## Tod durch Überdosierung
Ende Juli 2016 wurde öffentlich, dass nach einer alternativmedizinischen Behandlung durch einen Heilpraktiker in einer Brüggener Praxis für Naturheilkunde, bei der auch Brombrenztraubensäure involviert war, mindestens drei Menschen gestorben waren.
In der Folge kam es zu polizeilichen Ermittlungen, die per 18. August auf 70 Todesfälle im Zusammenhang mit der Praxis erweitert wurden. In einem weiteren Bericht wurde die Staatsanwaltschaft im Jahr 2016 dahingehend zitiert, dass die fragliche Therapie nicht Todesursache gewesen sein müsse, da häufig Patienten die Praxis aufsuchten, die Krebs im Endstadium hatten. Im April 2018 wurde der Heilpraktiker von der Staatsanwaltschaft Krefeld wegen fahrlässiger Tötung in drei Fällen angeklagt, weil das von ihm überdosierte Mittel rechtsmedizinisch nachweisbar todesursächlich bei den drei gestorbenen Patienten gewesen sei. Im Juli 2019 erging ein Urteil zu zwei Jahren Haft auf Bewährung wegen fahrlässiger Tötung gegen den Heilpraktiker, unter Feststellung einer "schweren Verletzung der Sorgfaltspflicht".